# Rudamom
Rudamom, cujo nome de trono era Usarmaateré Setepenamom ("Poderosa é a Justiça de Rá, Escolhido de Amom"), foi o 5.º faraó da XXIII dinastia. Era filho de Osocor III (r. 787–759 a.C.) e irmão de seu antecessor Taquelote III (r. 765–757 a.C.). Sua filha de nome incerto se casou com o nobre Pefetjaubastete, que residia em Heracleópolis. Seu reinado transcorreu dois anos, entre 757-755 a.C.. Ao falecer, foi sucedido simultaneamente por Iupute em Leontópolis, Pefetjaubastete em Heracleópolis e Ninlote em Hermópolis.